# Kanton Pont-d’Ain
Der Kanton Pont-d’Ain ist ein französischer Wahlkreis im Département Ain in der Region Auvergne-Rhône-Alpes. Er umfasst 24 Gemeinden im Arrondissement Nantua, sein bureau centralisateur ist in Pont-d’Ain. Im Rahmen der landesweiten Neuordnung der französischen Kantone wurde er im Frühjahr 2015 erweitert.

## Gemeinden
Der Kanton besteht aus 24 Gemeinden mit insgesamt 22.358 Einwohnern (Stand: 1. Januar 2022) auf einer Gesamtfläche von 308,40 km²:
| Gemeinde               | Einwohner 1. Januar 2022 | Fläche km² | Dichte Einw./km² | Code INSEE | Postleitzahl |
| ---------------------- | ------------------------ | ---------- | ---------------- | ---------- | ------------ |
| Bolozon                | 99                       | 4,92       | 20               | 01051      | 01450        |
| Boyeux-Saint-Jérôme    | 362                      | 16,94      | 21               | 01056      | 01640        |
| Ceignes                | 263                      | 10,01      | 26               | 01067      | 01430        |
| Cerdon                 | 755                      | 12,30      | 61               | 01068      | 01450        |
| Challes-la-Montagne    | 185                      | 7,65       | 24               | 01077      | 01450        |
| Dortan                 | 2.013                    | 18,11      | 111              | 01148      | 01590        |
| Izernore               | 2.262                    | 20,86      | 108              | 01192      | 01580        |
| Jujurieux              | 2.209                    | 15,39      | 144              | 01199      | 01640        |
| Labalme                | 207                      | 8,80       | 24               | 01200      | 01450        |
| Leyssard               | 163                      | 9,13       | 18               | 01214      | 01450        |
| Matafelon-Granges      | 630                      | 21,54      | 29               | 01240      | 01580        |
| Mérignat               | 133                      | 3,17       | 42               | 01242      | 01450        |
| Neuville-sur-Ain       | 1.798                    | 19,79      | 91               | 01273      | 01160        |
| Nurieux-Volognat       | 973                      | 19,34      | 50               | 01267      | 01460        |
| Peyriat                | 150                      | 5,96       | 25               | 01293      | 01430        |
| Poncin                 | 1.766                    | 19,77      | 89               | 01303      | 01450        |
| Pont-d’Ain             | 2.862                    | 11,22      | 255              | 01304      | 01160        |
| Priay                  | 1.803                    | 15,77      | 114              | 01314      | 01160        |
| Saint-Alban            | 195                      | 8,08       | 24               | 01331      | 01450        |
| Saint-Jean-le-Vieux    | 1.799                    | 15,33      | 117              | 01363      | 01640        |
| Samognat               | 645                      | 14,01      | 46               | 01392      | 01580        |
| Serrières-sur-Ain      | 135                      | 8,18       | 17               | 01404      | 01450        |
| Sonthonnax-la-Montagne | 287                      | 14,14      | 20               | 01410      | 01580        |
| Varambon               | 664                      | 7,99       | 83               | 01430      | 01160        |
| Kanton Pont-d’Ain      | 22.358                   | 308,40     | 72               | 0116       | –            |

Bis zur Neuordnung bestand der Kanton Pont d’Ain aus den elf Gemeinden Certines, Dompierre-sur-Veyle, Druillat, Journans, Neuville-sur-Ain, Pont-d’Ain, Priay, Saint-Martin-du-Mont, Tossiat, La Tranclière und Varambon. Sein Zuschnitt entsprach einer Fläche von 175,95 km2. Er besaß vor 2015 den INSEE-Code 0125.

## Einwohner
| Bevölkerungsentwicklung | Bevölkerungsentwicklung |
| Jahr                    | Einwohner               |
| ----------------------- | ----------------------- |
| 1962                    | 6663                    |
| 1968                    | 7516                    |
| 1975                    | 7892                    |
| 1982                    | 8853                    |
| 1990                    | 9975                    |
| 1999                    | 11.265                  |
| 2006                    | 12.947                  |
| 2011                    | 13.773                  |

## Politik
| Vertreter im conseil général des Départements | Vertreter im conseil général des Départements | Vertreter im conseil général des Départements |
| Amtszeit                                      | Name                                          | Partei                                        |
| --------------------------------------------- | --------------------------------------------- | --------------------------------------------- |
| 2004–2015                                     | Serge Fondraz                                 | -                                             |
| 2015–                                         | Damien Abad Marie-Christine Chapel            | UD                                            |